# Dynasty (альбом Kaskade)
Dynasty — шестой студийный альбом DJ Kaskade, вышел на iTunes 27 апреля 2010 года, и 11 мая на физических носителях. Песни «Dynasty», «Fire in Your New Shoes» и «Call Out» были выложены как промосинглы на iTunes в апреле 2010 года.

## Список композиций
1. «Start Again» — 4:15 (при уч. Бекки Джин Уильямс)
2. «Don’t Stop Dancing» — 4:36 (совместно с EDX при уч. Haley)
3. «Dynasty» — 3:16 (при уч. Haley)
4. «Say It’s Over» — 4:05 (при уч. Минди Гледхилл)
5. «Fire In Your New Shoes» — 2:39 (при уч. Dragonette)
6. «Human Reactor» — 4:10 (при уч. Polina)
7. «Only You» — 4:50 (с Tiësto при уч. Haley)
8. «Call Out» — 4:02 (при уч. Минди Гледхилл)
9. «To the Skies» — 4:08 (при уч. Polina)
10. «Don’t Wait» — 3:40 (при уч. Haley)
11. «Empty Streets» — 4:06 (при уч. Бекки Джин Уильямс)
12. «All That You Give» — 4:32 (при уч. Минди Гледхилл)
13. «Only You (Kaskade Remix)» — 6:42

## Чарты
| Чарт (2010)                | Наивысшее место |
| -------------------------- | --------------- |
| US Billboard 200           | 104             |
| US Dance/Electronic Albums | 4               |
| US US Digital              | 13              |